# کشتار کیسوفیم
در حمله غافلگیرانه ۷ اکتبر ۲۰۲۳ به اسرائیل، نیروهای تروریستی حماس از نوار غزه به کیبوتص کیسوفیم حمله کردند و غیرنظامیان اسرائیلی را به قتل رساندند و یا به اسارت گرفتند.
حدود ۳۰۰۰ شبه نظامی به جنوب اسرائیل حمله کردند و بعداً در آن روز به خاطر شکسته شدن حصارها، شهروندان غزه‌ای بیشتری وارد اسرائیل شدند. مهاجمان در مجموع ۱۱۳۹ نفر را کشتند و حدود ۲۵۰ نفر اسرائیلی را ربودند.
جستارهای وابسته
- کشتار جشنواره موسیقی رعیم
- نبرد رعیم
- کشتار بئری
- جنگ ۲۰۲۳ اسرائیل و حماس